# Shunak

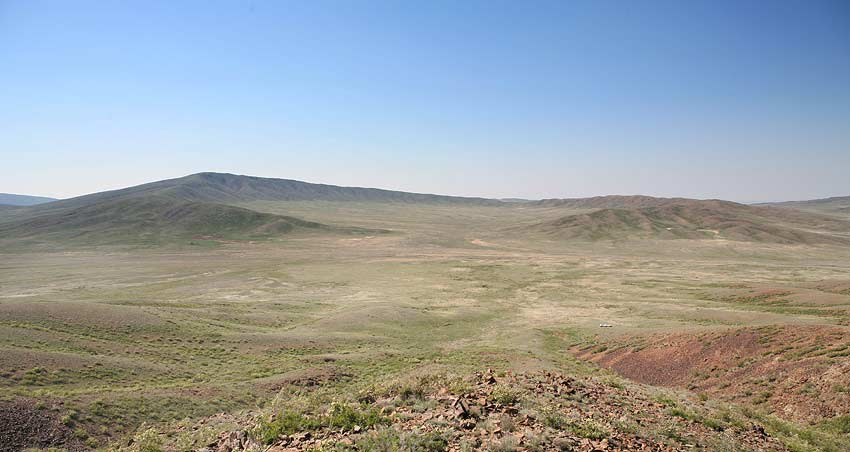
Krater Shunak

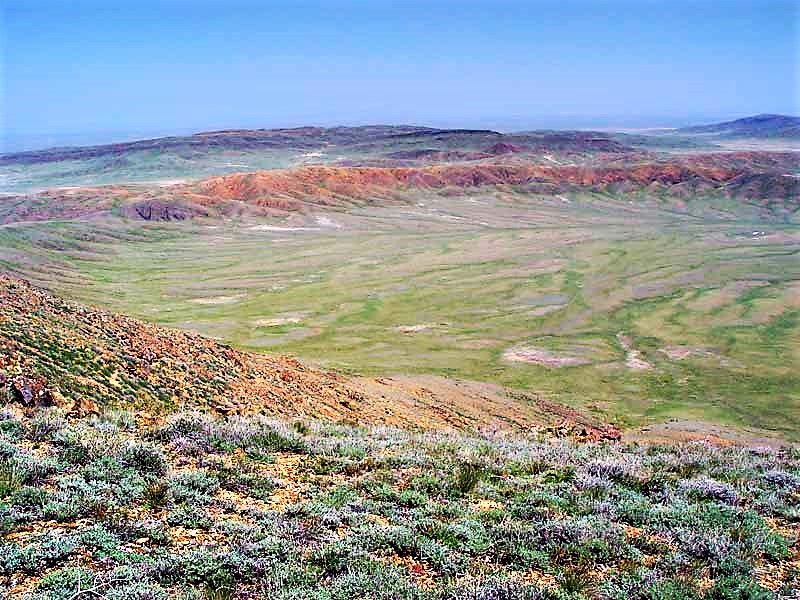
Krater Shunak

Shunak ist ein Einschlagkrater im südöstlichen Teil des Gebiets Qaraghandy in Kasachstan.
Der Durchmesser des Kraters beträgt 2,8 Kilometer, sein Alter wird auf 45 ± 10 Millionen Jahre geschätzt. Von der Erdoberfläche aus ist die Impaktstruktur zu sehen.